# Loma María
Loma María o Lomas de Mary (en idioma galés: Bryniau Meri) es el nombre que recibe una elevación mesetaria aislada ubicada entre las ciudades de Puerto Madryn y Trelew, en la provincia del Chubut. Al norte se ubica el Bajo Simpson.

## Toponimia

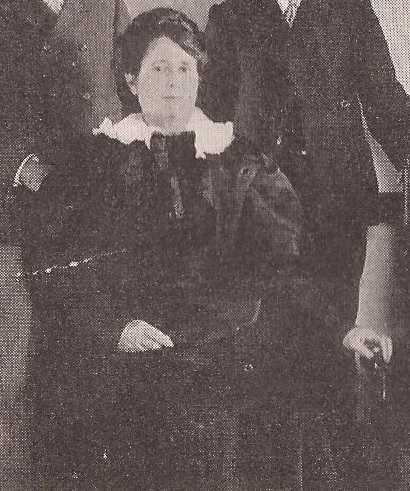
María Humphreys.

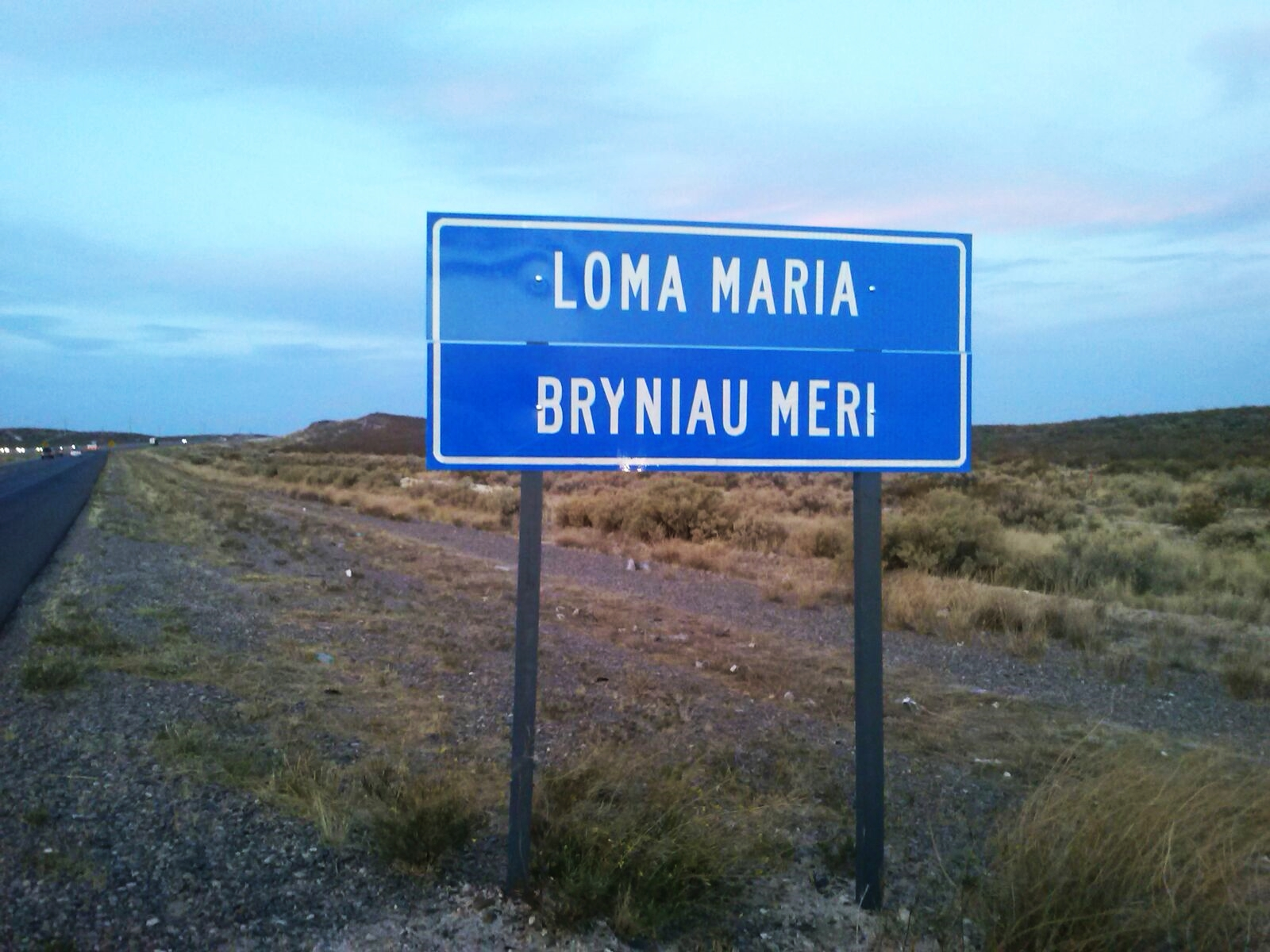
Letrero bilingüe español-galés en el acceso norte a la loma.

Cuando María Humphreys (quien fue la primera bebé de la colonia galesa del Chubut) nació en la costa del Golfo Nuevo el 10 de agosto de 1865, su padre (Morris) y su tío (Lewis, un reverendo) se encontraban en el actual Rawson camino al actual Madryn. Al pasar por las lomas, ambos recibieron la noticia del alumbramiento decidiendo llamarlas así por la niña.

## Características
La loma está atravesada por la ruta 3 (Autovía Nestor Kirchner). Allí se encuentra el parque eólico Loma Blanca y el predio de la ex Torre Omega Trelew. También existe una reserva de seis mil m³ y una estación de bombeo perteneciente al acueducto Madryn-Trelew.

## Geografía y geología

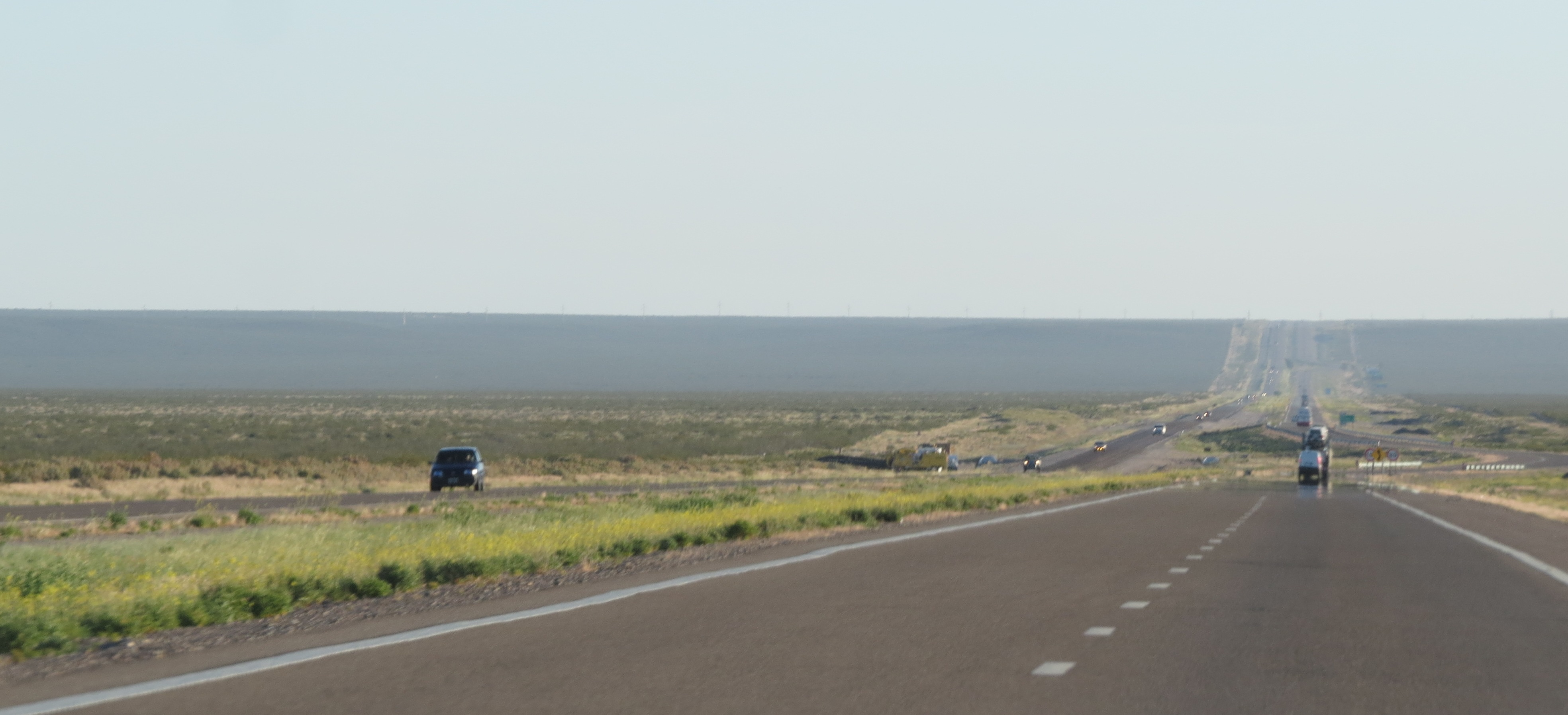
Vista del Bajo Simpson con la Loma María al fondo.

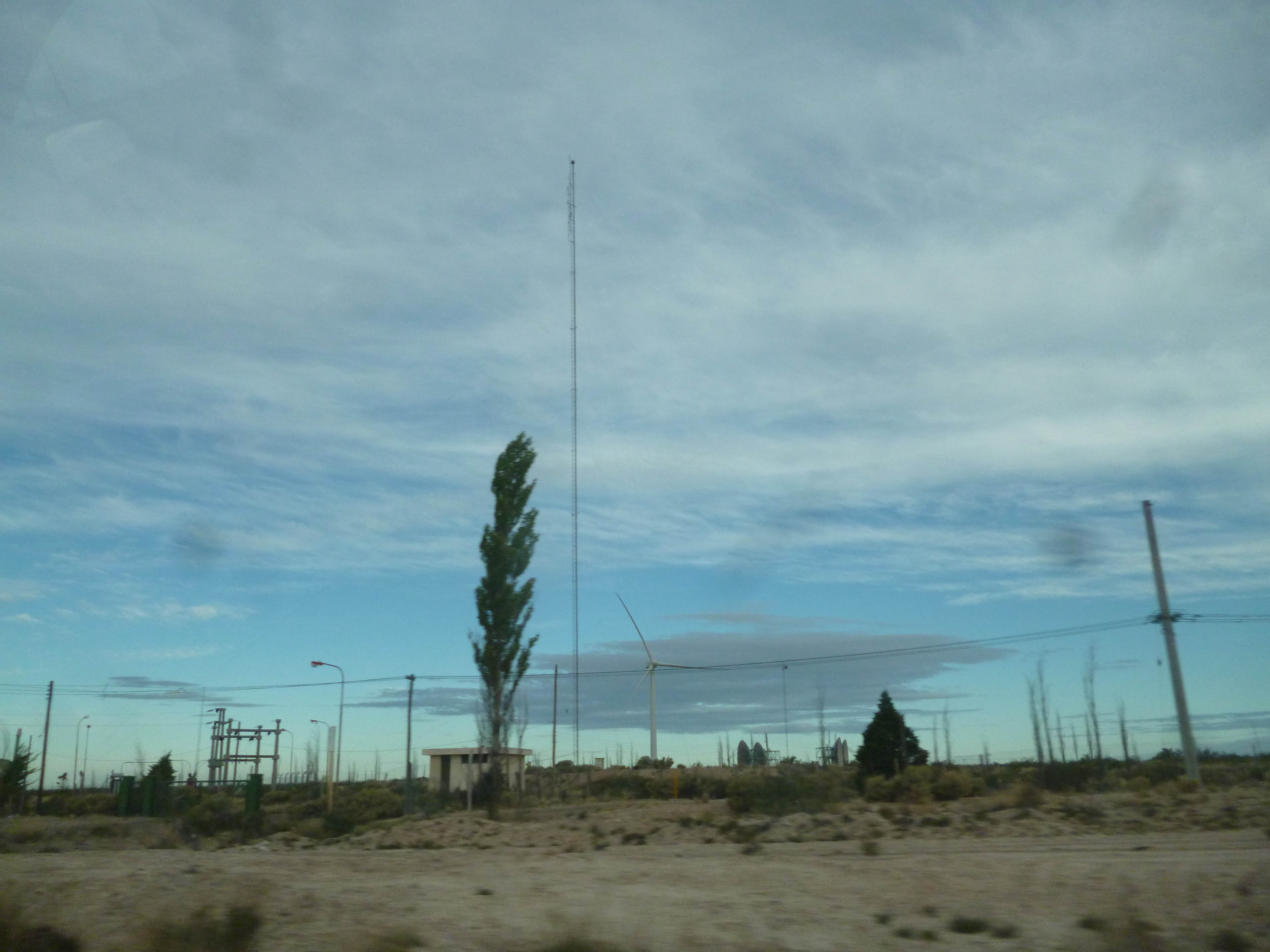
Estación de bombeo Loma María.

De acuerdo a la calificación de suelos del INTA de 1990, el principal tipo de suelo de la loma es Ardisoles Ortides Calciortides típicos.
La loma se caracteriza geomorfológicamente como una terraza alta a una cota mayor de 150 m s. n. m. Constituye un elemento positivo, relacionado con un paleocauce de un sistema hidrológico relacionado con el sistema del río Chubut, hoy día elevado por el lento restablecimiento isostático de la corteza continental ocurrido durante el Cuaternario. Sobre la superficie se desarrollan bajos endorreicos formados sobre sedimentos fácilmente erosionables, tanto por el agua como por el viento. Durante el invierno y la primavera se originan lagunas temporarias. En el verano los fuertes vientos secan estas lagunas y extraen grandes cantidades de arena, limo y arcilla. La cubierta vegetal es casi inexistente. De acuerdo a la composición de los sedimentos subyacentes o circundantes, se forman salinas.
En forma periférica a la terraza superior, se disponen conos aluviales coalescentes, de baja pendiente, que drenan las aguas meteóricas recolectadas en esa área. La superficie de la terraza es plana y no ofrece encauzamientos, aunque en casi todos los sectores se disponen bajos sin salida de pocos metros de profundidad que presentan su centro con una acumulación salina. La loma posee asomos de la denominada Formación Gaiman en el faldeo oriental.
La loma también posee depósitos conformados por bancos de conglomerados polimícticos con matriz areno-arcillo-limosa, cementados en parte con un material de naturaleza carbonática y afloramientos rudíticos de los depósitos de grava arenosa llamados rodados patagónicos. La fractura Barrancas Blancas delimita la loma por el oeste.

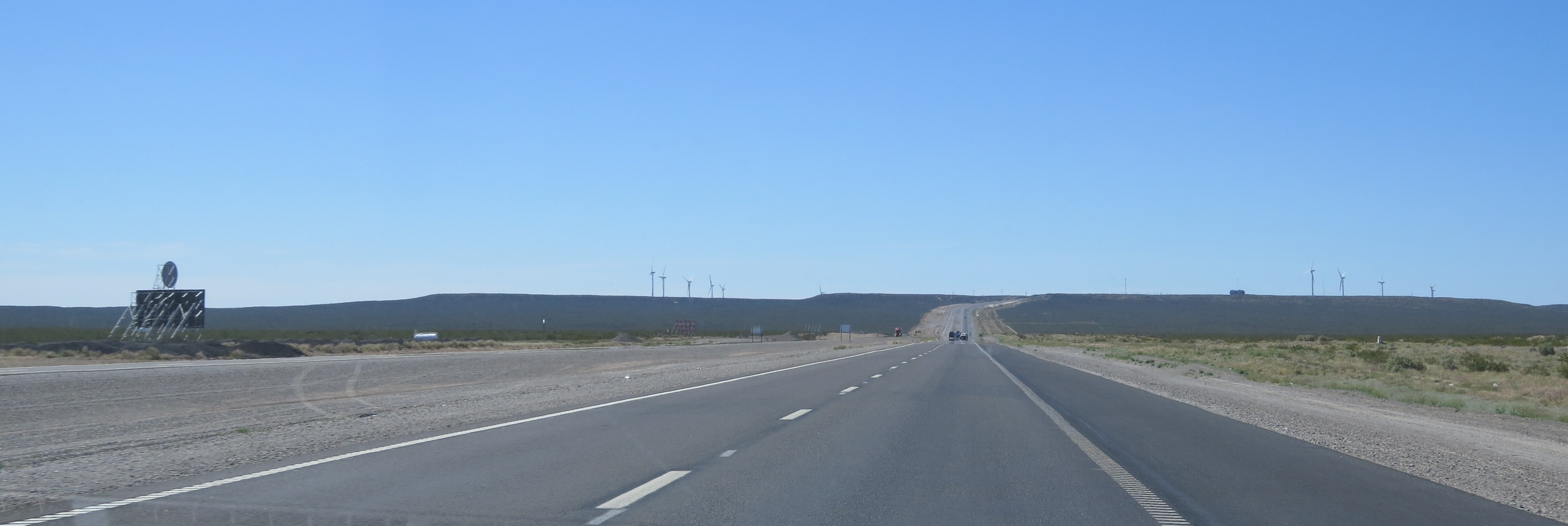
Vista parcial de la Loma María desde el sur.